# Oskar Klein
Oskar Benjamin Klein (15. září 1894 Stockholm – 5. února 1977 Stockholm) byl švédský teoretický fyzik.
Narodil se v Dandyredu na předměstí Stockholmu vrchnímu rabínovi Stockholmu a jeho manželce. Již v mladém věku se stal studentem Stanteho Arrhenia na Nobelově institutu. Měl odcestovat za Jeanem Baptiste Perrinem do Francie, když vypukla první světová válka a on byl povolán do armády.
Od roku 1917 pracoval několik let s Nielsem Bohrem na Kodaňské univerzitě. Doktorát získal v roce 1921 na Stockholmské univerzitě. Roku 1923 získal profesuru na Michiganské univerzitě. Do Kodaně se vrátil roku 1925, potom strávil nějaký čas u Paula Ehrenfesta v Leidenu. V roce 1926 přijal pozici docenta na Lundské univerzitě a v roce 1930 přijal místo na Stockholmské univerzitě, kde působil jako profesor fyziky. Ve Stockholmu setrval až do odchodu do penze v roce 1962.
Klein je spoluautorem myšlenky, která je součástí Kaluzovy-Kleinovy teorie, že další dimenze mohou být fyzikálně reálné, ale stočené do velmi malých rozměrů. Tento nápad byl zásadní pro teorii strun a pro M teorii.
V roce 1938 navrhl model výměny bosonů jako zprostředkování výměny nábojů ve slabé interakci, několik let poté co podobný koncept předložil Hideki Jukawa. Kleinův model byl založen na lokálně izotropních kalibračních symetriích. Později se velmi úspěšnou stala kalibrační Yangova–Millsova teorie.
V roce 1959 získal medaili Maxe Plancka.